# والتر روزیتزکی
والتر روزیتزکی (انگلیسی: Walter Rositzky; ۱۶ مارس ۱۸۸۹ – ۲۶ مهٔ ۱۹۵۳) بازیکن فوتبال اهل آلمان بود که در پست هافبک یا مهاجم بازی می کرد. او برای باشگاه‌های بارسلونا و رئال مادرید بازی کرد.
او در هامبورگ،آلمان به دنیا آمد.